# Броуди, Барух
Барух Броуди (англ. Baruch A. Brody, 21 апреля 1943, Нью-Йорк, Нью-Йорк — 30 мая 2018[…], Иерусалим) — американский биоэтик. Он был профессором биомедицинской этики Леона Яворски и директором Центра этики, медицины и общественных проблем в Медицинском колледже Бэйлора, а также профессором гуманитарных наук Эндрю Меллоу на философском факультете Университета Райса.

## Образование и карьера
Броуди получил степень бакалавра в Бруклинском колледже в 1962 году и получил докторскую степень в Принстонском университете в 1967 году. Он начал работать на философском факультете Университета Райса в 1975 году и вышел на пенсию в 2018 году.
Он был избран в Национальную медицинскую академию в 2001 году и был научным сотрудником Центра Гастингса.

## Философская работа
Броуди был одним из первых учёных в области прикладной этики, написавших об абортах в эпоху после дела Роу против Уэйда, в том числе четыре статьи в четырёх разных журналах, кульминацией которых стала его книга 1975 года «Аборт и святость человеческой жизни: философский взгляд»
.
Он был известен своим вкладом в еврейскую этику как один из ряда «профессиональных биоэтиков с медицинским образованием», которые используют «иудейские ресурсы и рассуждения, чтобы проиллюстрировать и дополнить свои аргументы».

## Избранные публикации
- Abortion and the Sanctity of Human Life: A Philosophical View. (MIT Press, 1975).
- Identity and Essence (Princeton, 1980).
- Life and Death Decision Making (Oxford University Press, 1987).
- Ethical Issues in Drug Testing Approval and Pricing (Oxford University Press, 1994)
- The Ethics of Biomedical Research (Oxford University Press, 1998)
- Taking Issue (Georgetown, 2005)